# Liste des stations de radio à Madagascar
 (avril 2019).
Si vous disposez d'ouvrages ou d'articles de référence ou si vous connaissez des sites web de qualité traitant du thème abordé ici, merci de compléter l'article en donnant les références utiles à sa vérifiabilité et en les liant à la section « Notes et références ».
Cet article est une liste de stations de radios à Madagascar. Plusieurs émettent dans des localités bien définies. Quelques-unes couvrent la totalité de l'île dont la majorité se trouve à Antananarivo.

## Province d'Antananarivo
- FM 87.8 - Radio Universal
- FM 88.0 - Aimé Radio

- FM 88.2 - Radio Fivoarana
- FM 88.6 - Radio Fahazavana
- FM 88.8 - Kolo FM
- FM 89 - Radio Andrin'Imamo
- FM 89.2 - Radio BBC (British Broadcasting Corporation)
- FM 89.4 - Radio Fitahiana
- FM 89.6 - Radio XL
- FM 90 - IBC Radio
- FM 90.6 - Radio RVS (Voix de la Sagesse)
- FM 91 - Radio Olivasoa
- FM 91.2 - Radio Teny Fiainana
- FM 91.4 - Malagasy Radio
- FM 92 - Alliance FM
- FM 92.2 - 2424 FM
- FM 92.4 - Radio Record
- FM 93 - Radio Dream'on
- FM 93.2 - Radio La7
- FM 93.4 - RDB (Radio Don Bosco)
- FM 93.6 - Radio M24
- FM 93.8 - Radio Amitié
- FM 94 - Real FM
- FM 94.4 - RTA (Radio Televiziona Analamanga)
- FM 94.6 - Radio Alfa
- FM 94.8 - Radio Emmanuel Madagascar
- FM 95 - MRE (Messagers Radio Évangélique)
- FM 95.2 - RNA (Radio Radio Ny Antsika)
- FM 95.4 - Radio MBS (Malagasy Broadcasting System)
- FM 95.6 - Radio Iarivo
- FM 96 - RFI (Radio France Internationale)
- FM 96.4 - RFO (Radio Feon'ny Orthodoxie)
- FM 96.6 -  RDJ (Radio Des Jeunes)
- FM 97 - Radio HFF
- FM 97.2 - Radio Yahoshuah Fanekena Vaovao
- FM 97.4 - Radio Shine
- FM 97.6 - Radio Antsiva
- FM 98 - Radio de l'Amitié
- FM 98.2 - Radio Natiora
- FM 98.4 - Radio Fanambarana
- FM 98.6 - Radio Mana Balisama
- FM 98.8 - Radio Viva
- FM 99.2 - Radio RNM (Radio Nasionaly Malagasy)
- FM 99.6 - Gasy Radio
- FM 99.8 - Space Radio
- FM 100 - Radio Solanga
- FM 100.2 - Radio Plus
- FM 100.4 - Radio Balisama
- FM 100.6 - RVF (Radio Vavaka Fanafahana)
- FM 100.8 - Radio Mada
- FM 101.4 - Radio Kristiana
- FM 101.6 - Radio Feon'Imerina
- FM 101.8 - AZ Radio (Radio Akon'ny Zatovo)
- FM 102 - RFM (Radio France Madagascar)
- FM 102.2 - Radio La Grace de Dieu
- FM 102.4 - Radio Madagasikara Ho an'i Kristy
- FM 102.8 - Top Radio
- FM 103 - Radio Miara-Manompo
- FM 103.4 - Aceem Radio
- FM 103.6 - Radio Relax
- FM 103.8 - Radio Fahasoavana Mahagaga
- FM 104.2 - Radio Free FM
- FM 104.6 - Radio Fiainana be dia be
- FM 104.8 - Radio ICM
- FM 105 - Radio RFV (Feon'ny vahoaka)
- FM 105.2 - Radio MaFM
- FM 105.6 - Radio Fiotazantsoa
- FM 106 - Radio RLI (Lazan'Iarivo)
- FM 106.4 - Radio Oasis
- FM 106.6 - Inconnue
- FM 106.8 - Radio Vaovao Mahasoa
- FM 107 - Radio Universitaire
- FM 107.2 - Radio Feon'ny Lanitra
- FM 107.4 - Radio FM Foi
- FM 107.6 - Radio An'i Kristy

- Radio L'Île Rouge
- Radio Gasy'Mix (webradio)
- NetPro.TV Radio (webradio)
- Seho TV Radio (webradio)
- Feon'ny Firaisankina Radio (FFR Betafo), 98.0 FM
- Radio Paradisa Gasy
- Radio Fanantenana
- Dago Radio Sound (webradio)
- Radio Vazo Gasy (webradio)
- Soa i Madagasikara[1] (webradio)
- Radio Zarasoa Betafo 104.3 FM

### Ville d'Antsirabe
- XL Radio, fréquence 89.6 FM, Akon'ny tanàna
- Radio Feon'ny Filazantsara, Frequence 91.2 FM
- Radio VFM(Feo Mevan'i Vakinakaratra), fréquence 105 FM
- Radio HAJA (Haino Aman-Jerin'Antsirabe) 100 FM
- Radio KRISTIANA ANTSIRABE 101.4 FM
- Radio Television Antsirabe, frequence 102.0 FM

## Province d'Antsiranana

### Ville d'Antsiranana I
- 102 FM, fréquence 102.8 FM
- Radio Fan̈iry, fréquence 105.4 FM
- Radio Jupiter[2], fréquence 90.00 FM
- Radio DS FM, fréquence 92.00 FM
- Radio Babaomby, fréquence 101.2 FM
- Radio Varatraza, fréquence 99.2 FM
- Radio Aina Fahazavana, 103.0 FM

### Ville d'Antalaha
- Radio RNA (webradio)
- Radio RNA[3], fréquence 102.00 FM

## Province deMahajanga
- Radio Voix de la Sagesse, fréquence 90.6 FM
- Radio Don Bosco, fréquence : 93.4 FM
- Radio France Internationale, fréquence 96 FM
- Radio Des Jeunes[4], fréquence 96.6 FM
- Radio Fanambarana, fréquence 98.4 FM
- Feon'ny Firaisankina Radio- FFR Betafo, fréquence 98.0 FM
- Viva Radio, fréquence 98.8 FM
- M3 Radio, fréquence 105.0 FM
- Radio Nationale Malgache, fréquence 99.2 FM
- Radio Université de Mahajanga (RUM), fréquence 89.0 FM
- Radio Nakay, fréquence 94.0 FM
- Radio RVS, fréquence 90.6 FM
- Radio Kristiana Majunga, fréquence 101.4 FM
- Radio HFF, fréquence 104 FM

## Province de Toamasina (ALAOTRA MANGORO)
- One Radio-Télévision Alaotra-Mangoro, fréquence FM 90.4 Mhz
- Radio MAMI-FM Andilamena, fréquence FM 104.0 Mhz
- BARAWA FM Ambatondrazaka, fréquence FM 101.0 Mhz
- Radio-Télévision RELAX Ambatondrazaka, fréquence FM 103.0 Mhz
- Radio AMOMIX plus Ambatondrazaka, fréquence FM 96.0 Mhz
- VAHINIALA Radio Andasibe, FM 102.8 Mhz / Webradio
- VIBE RADIO 101.0 MHZ (Moramanga)
- Radio QUARTZ Moramanga, fréquence FM 104.8 Mhz
- Fréquence Des Jeunes FDJ Ambatondrazaka, fréquence Fm 102.0 Mhz
- Radio FREQUENCE d'AMPARAFARAVOLA RFA, fréquence Fm 105.0 Mhz

### Ville de Tamatave
- Sisseil Radio, fréquence FM 88.0 Mhz
- Radio Fahazavana, fréquence FM 88.6 Mhz
- KOLO FM, fréquence FM 88.8 Mhz
- BBC Afrique, fréquence FM 89.2 Mhz
- FMA Radio (Feo Mazava Atsinanana), fréquence FM 90.0 Mhz
- IBC Radio, fréquence  FM 90.4 Mhz
- Radio Université de Toamasina, fréquence  FM 91.4 Mhz
- RFI (Radio France Internationale), fréquence Radio FM 92.0 Mhz
- Radio Soleil, fréquencel FM 92.4 Mhz
- RMA Radio (Radio Manazava aty Atsinanana), fréquence FM 93.2 Mhz
- RNA Radio (Radio Ny Antsika), fréquence FM 94.2 Mhz
- Radio Evangelique, fréquencel FM 94.8 Mhz
- MBS Radio, fréquence FM 95.4 Mhz
- REFI Radio, fréquence FM 96.0 Mhz
- Radio Masoandro Gasy, fréquence FM 96.2 Mhz
- RDJ Radio (Radio Des Jeunes), fréquence FM 96.6 Mhz
- RCM Radio (Radio Catholique Masôva), fréquence FM 97.0 Mhz
- Radio Évangélique, fréquence FM 97.4 Mhz
- AQUA FM, fréquence FM 97.9 Mhz
- Radio Voanio, fréquence FM 98.2 Mhz
- VIVA Radio, fréquence FM 98.8 Mhz
- RNM Toamasina, fréquence FM 99.2 Mhz
- Radio Plus Toamasina, fréquence FM 100.2 Mhz
- Radio Évangélique, fréquence FM 100.6 Mhz
- RFT Radio (Radio Feon'i Toamasina), fréquence FM 101.0 Mhz
- Radio Evangelique,fréquencel FM 101.4 Mhz
- Radio AZ Toamasina, fréquence FM 101.8 Mhz
- RTA Radio, fréquence FM 102.0 Mhz
- RT2 Radio (Radio Tamatave II), fréquence FM 103 Mhz
- RTE Radio (Radio Toamasina Evangelique), fréquence FM 104 Mhz
- Radio Free FM, fréquence FM 104.2 Mhz
- HFF Radio, fréquence FM 104.8 Mhz
- Business Radio, fréquence FM 105 Mhz
- Radio Oasis, fréquence FM 106.4 Mhz
- Radio vaovao mahasoa, fréquence FM 106.8 Mhz
- Radio FM FOI, fréquence FM 107.4 Mhz

## Amoron'i Mania (Ambositra)
- Radio Maria Madagasikara (FM 97) (Radio Katôlika)
- Akon'ny Faritra Mania (FM 101.2) (RNM Ambositra)
- Radio Feon'i Mania (FM 104)
- Radio Onjan-dranovelona (FM 107) (FJKM)